# Kurt Schmied
Kurt Schmied (Vienna, 14 giugno 1926 – Vienna, 9 dicembre 2007) è stato un calciatore austriaco, di ruolo portiere, considerato tra i più forti di sempre nel suo ruolo in Austria.

## Carriera
Ha iniziato la sua carriera nello Sportclub Helfort di Vienna, dove è entrato nelle giovanili a 14 anni. Nell'agosto 1947 è stato acquistato dal Wiener Sport-Club, esordendo in campionato. Durante la sua permanenza a Dornbach esordì in Nazionale B, e nonostante le sue parate non poté impedire la retrocessione del club nel 1951-1952. Alla fine venne ceduto al First Vienna.
Poco prima della Coppa del Mondo 1954, a causa di un infortunio di Walter Zeman, riesce ad imporsi come titolare nella Nazionale A. Nel maggio 1954, in due partite di preparazione al Mondiale contro Galles (2-0) e Norvegia (5-0), Schmied ottiene definitivamente la maglia da titolare per la spedizione in Svizzera.
Ai Mondiali l'Austria raggiunge i quarti di finale senza subire gol. Nella partita contro la Svizzera, la cosiddetta "Battaglia di Losanna", Schmied soffrì nel primo tempo di un colpo di sole (la temperatura alla Pontaise era di 40 °C), e pertanto giocò in uno stato di "trance", mentre la Svizzera segnava tre reti in 23 minuti. Il massaggiatore della Nazionale, Josef Ulrich, fu costretto a sistemarsi dietro la porta e dirigere da lì il suo portiere. Si andò all'intervallo sul 5-4 per l'Austria, risultato arrotondato nel secondo tempo: 7-5. Schmied, a fine gara, ammise di non ricordare quasi nulla.
L'Austria era in semifinale, ma Schmied non poteva giocare. In porta, contro la Germania, andò Walter Zeman non ancora ripresosi dall'infortunio, e i tedeschi vinsero per 6-1. Schmied tornò in porta in occasione della finale per il terzo posto contro l'Uruguay, che la squadra austriaca vinse per 3-1.
Nella stagione post-Mondiale, Schmied divenne campione d'Austria col First Vienna, al termine di un torneo vissuto sul duello serrato tra i döblinger e la sua ex-squadra, il Wiener Sport-Club, duello risolto solo dalla differenza reti a favore del First - anche grazie alla vittoria per 5-0 sui campioni uscenti del Rapid. Tuttavia, Schmied soffriva ormai la concorrenza del giovane portiere Bruno Engelmeier. Per la Coppa del Mondo 1958 furono entrambi convocati, partendo riserve di Rudolf Szanwald.
Il team austriaco fu inserito in un girone competitivo con Brasile, Inghilterra e Unione Sovietica, e la squadra uscì subito. Con Szanwald, all'esordio contro i brasiliani, l'Austria perse per 0-3. Nella seconda partita Schmied fu riproposto tra i pali, e le reti di Ilin e Ivanov diedero la vittoria ai sovietici. Nella partita conclusiva, pareggiata 2-2 con l'Inghilterra, giocò ancora Szanwald.
La carriera in Nazionale di Schmied proseguì ai Campionati europei del 1960, e ancora nelle amichevoli vinte contro Unione Sovietica (3-1) e Spagna (3-0). Il 10 dicembre 1960, al San Paolo di Napoli, giocò la sua ultima gara in Nazionale, una vittoria per 2-1 sull'Italia. Quella rimane a tutt'oggi l'ultima vittoria dell'Austria contro la Nazionale azzurra.
Rimasto a Vienna, anche dopo un infortunio al menisco patito nel 1962, nel 1965 si trasferì all'Austria Vienna, giocando a quasi 40 anni il suo ultimo campionato, come secondo di Özcan Arkoç.

## Palmarès
- Campionato austriaco: 1

First Vienna: 1954-1955